# Yoshitaka Sakurada
Pour les articles homonymes, voir Sakurada.
Yoshitaka Sakurada (桜田 義孝, Sakurada Yoshitaka), né le 20 décembre 1949, est un homme politique japonais du Parti libéral-démocrate et membre de la Chambre des représentants à la Diète nationale (pouvoir législatif). Du 2 octobre 2018 au 10 avril 2019, il est Ministre des Jeux Olympiques et paralympiques de Tokyo 2020,．

## Carrière
Originaire de Kashiwa (préfecture de Chiba) et diplômé de l'université Meiji, Sakurada a été membre du conseil municipal de Kashiwa pendant deux législatures à partir de 1987, puis membre de l'Assemblée de la préfecture de Chiba depuis 1995. Il a été élu à la Chambre des représentants pour la première fois en 1996. Il a été vice-ministre de l’Éducation en 2013.
Sakurada est membre du conseil d'administration du Comité d'Organisation de Tokyo pour les Jeux Olympiques (Tokyo 2020), et sert en tant que conseiller politique pour l'Association des magasins de pachinko.
Le 5 novembre 2018, lors d'une séance parlementaire de questions au gouvernement, Sakurada a déclaré : « Je ne sais pas pourquoi j'ai été nommé [Ministre en charge des Jeux Olympiques], mais je vais travailler dur pour m'occuper convenablement de ma charge. ». En novembre 2018, alors qu'il est nommé par le gouvernement directeur du département stratégie en cybersécurité, il doit admettre face aux parlementaires de la Diète qu'il ne sait pas utiliser un ordinateur et qu'il n'en a jamais utilisé un de sa vie.
En février 2019, les partis d'opposition ont demandé en vain sa démission pour sa réponse à l'annonce de la leucémie de la jeune nageuse Rikako Ikee ; il avait alors déclaré : « Elle était une athlète en laquelle le Japon avait placé de grands espoirs [de médaille olympique], alors, je suis très déçu ». Des membres du PLD l'ont aussi critiqué pour ces propos.
Le 10 avril 2019, Sakurada démissionne de son poste au gouvernement ; il est très critiqué pour avoir dit publiquement que l’élection d'une membre de son parti était plus importante que la reconstruction de la région détruite par le grand tremblement de terre de 2011.

## Positions politiques
Membre du lobby révisionniste Nippon Kaigi, Sakurada soutient la révision de la Déclaration de Kono. En janvier 2016, il a affirme que les femmes de réconfort de la Seconde Guerre mondiale étaient « des prostituées professionnelles. C’était du business ». Il s'est excusé plus tard dans la journée.
Sakurada a donné les réponses suivantes à un questionnaire soumis par le quotidien Mainichi aux parlementaires en 2012: il est
- pour la révision de la Constitution
- pour le droit de légitime défense collective (révision de l'Article 9 de la constitution japonaise)
- contre la réforme de l'assemblée Nationale (parlement monocaméral au lieu de bicaméral)
- pour la réactivation des centrales nucléaires
- contre l'objectif "zéro énergie nucléaire en 2030"
- pour le Déménagement de la base américaine de Futenma (Okinawa)
- pour qu'on évalue l’idée d'achat des Îles Senkaku par le Gouvernement
- pour une attitude forte par rapport à la Chine
- contre la participation du Japon au  Partenariat Trans-Pacifique
- pour qu'on réfléchisse à un Japon puissance militaire nucleaire
- contre la réforme de la maison impériale qui permettrait aux femmes de conserver leur statut impérial, même après le mariage.